# Steinweg 9 (Quedlinburg)

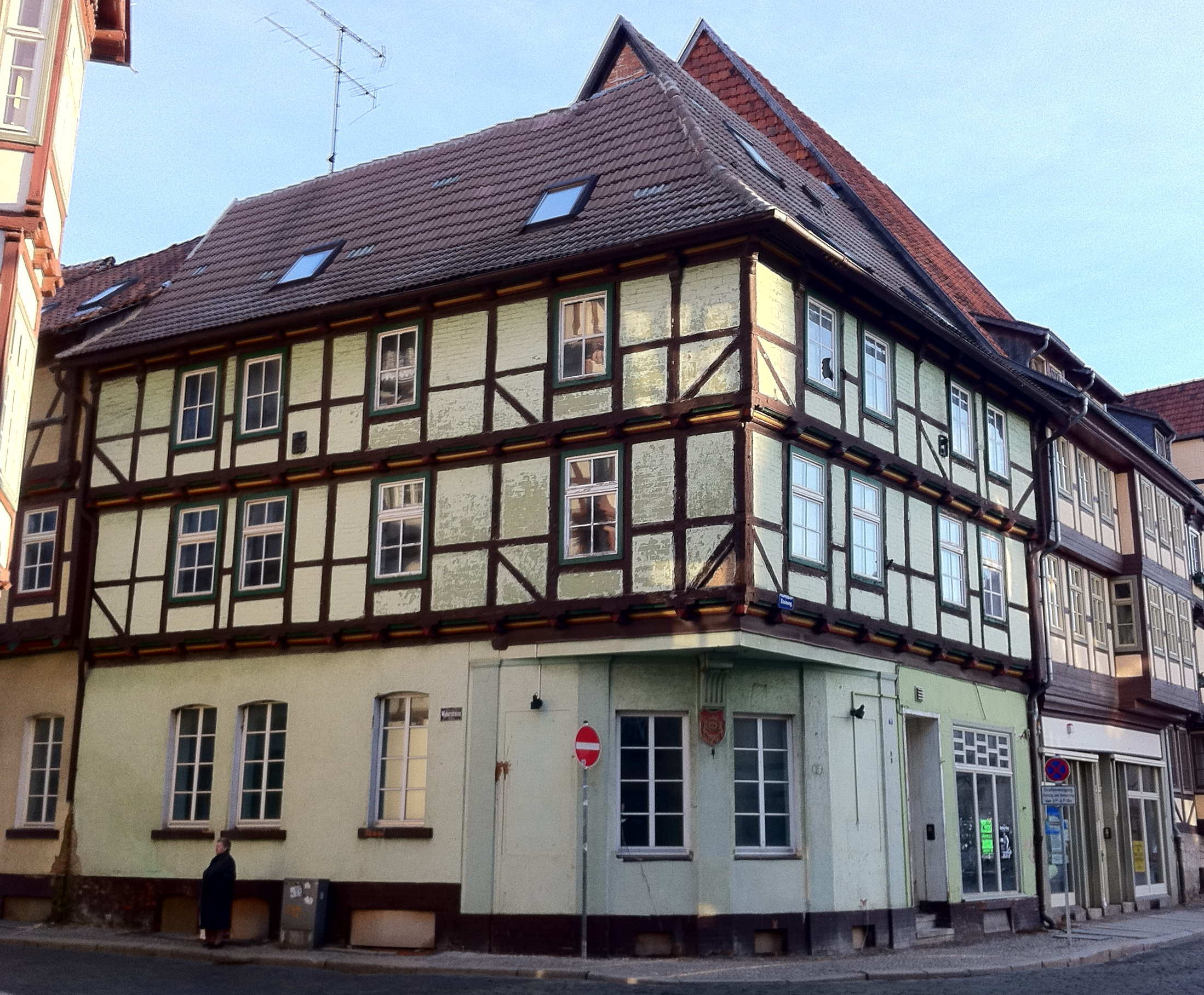
Haus Steinweg 9

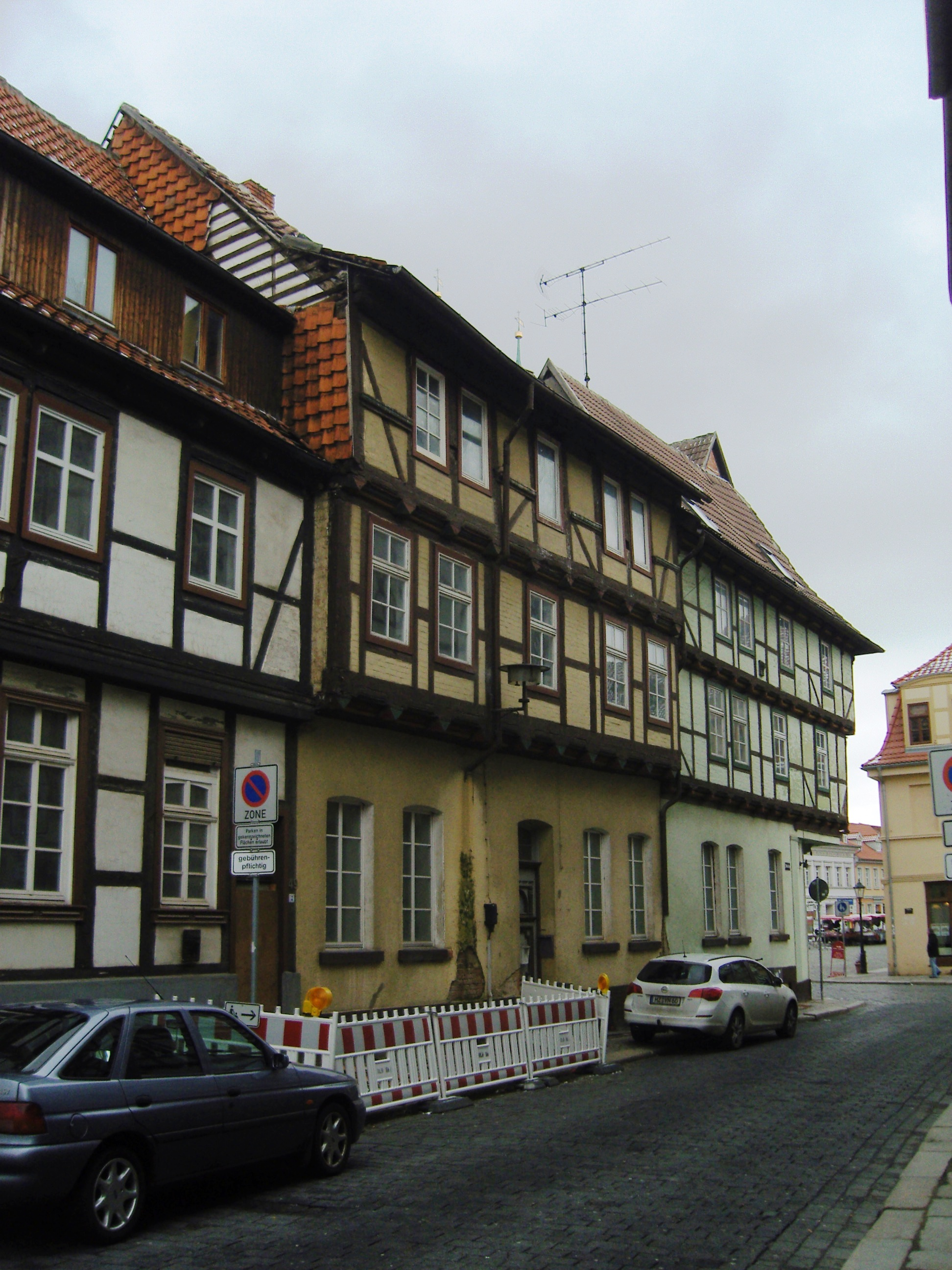
Eingang Weberstraße

Das Haus Steinweg 9 ist ein denkmalgeschütztes Gebäude in der Stadt Quedlinburg in Sachsen-Anhalt.
Das Fachwerkhaus steht an der Einmündung der Weberstraße auf den Steinweg in der historischen Neustadt Quedlinburgs und gehört zum UNESCO-Weltkulturerbe.

## Architektur und Geschichte
Das dreigeschossige Gebäude entstand um 1650 und fällt durch die ungewöhnlich gestaltete Ecksituation auf. Die Obergeschosse kragen an der Ecke über die im Erdgeschoss befindliche Eingangstür. Das Untergeschoss wurde um 1880 in massiver Bauweise erneuert und mit einer Pilastergliederung versehen.
Die Fassadengestaltung verfügt über Pyramidenbalkenköpfe und gratig geschnittene Schiffskehlen. Der nördliche Flügel entlang der Weberstraße entstand nach einer daran befindlichen Inschrift (M.A. BESEN) im Jahr 1688 durch den Zimmermann Andreas Besen. Auch hier finden sich Pyramidenbalkenköpfe. Darüber hinaus bestehen Brüstungsbohlen, profilierte Füllhölzer und flache Schiffskehlen an den Stockschwellen. Zur Hofseite befindet sich eine reich profilierte Tür im Stil der Renaissance.